# Skarhults kyrka
Skarhults kyrka (før 1658 dansk: Skarholt kirke) er en landsbykirke i Skarhult i Skåne. Kirken hører under Lund Stift. Skarhults kyrka blev opført i slutningen af 1100-tallet i romansk stil.
55°48′11″N 13°21′58″Ø / 55.80297°N 13.36623°Ø